# L'Archange Gabriel
L'Archange Gabriel est un tableau de la Première Renaissance italienne réalisé par le peintre de l'école vénitienne Antonio Vivarini, dont c'est une œuvre tardive. Cette tempera sur bois rehaussée d'or est une peinture chrétienne qui représente l'archange Gabriel faisant le signe de bénédiction de sa main droite et tenant une tige de lys dans la gauche.
Cette peinture a probablement appartenu au registre supérieur du retable d'une église franciscaine encore non identifiée dans la région de Venise. Elle constitue une Annonciation avec une Vierge vendue par Sotheby's à Monaco en 1996, mais aujourd'hui non localisable. Manifestement, elle relève aussi du même polyptyque que le Saint Louis de Toulouse et le Saint Antoine de Padoue conservés depuis 1963 au musée des Beaux-Arts de Tours, en France. Ce dernier l'a donc achetée à la Matthiesen Gallery de Londres en juillet 2023, pour un montant de 345 000 €. Son acquisition a été partiellement financée grâce à une collecte de dons baptisée « Adopte ton ange ! », lancée quelques mois auparavant, l'œuvre étant entre temps déjà accrochée dans le musée de Tours.

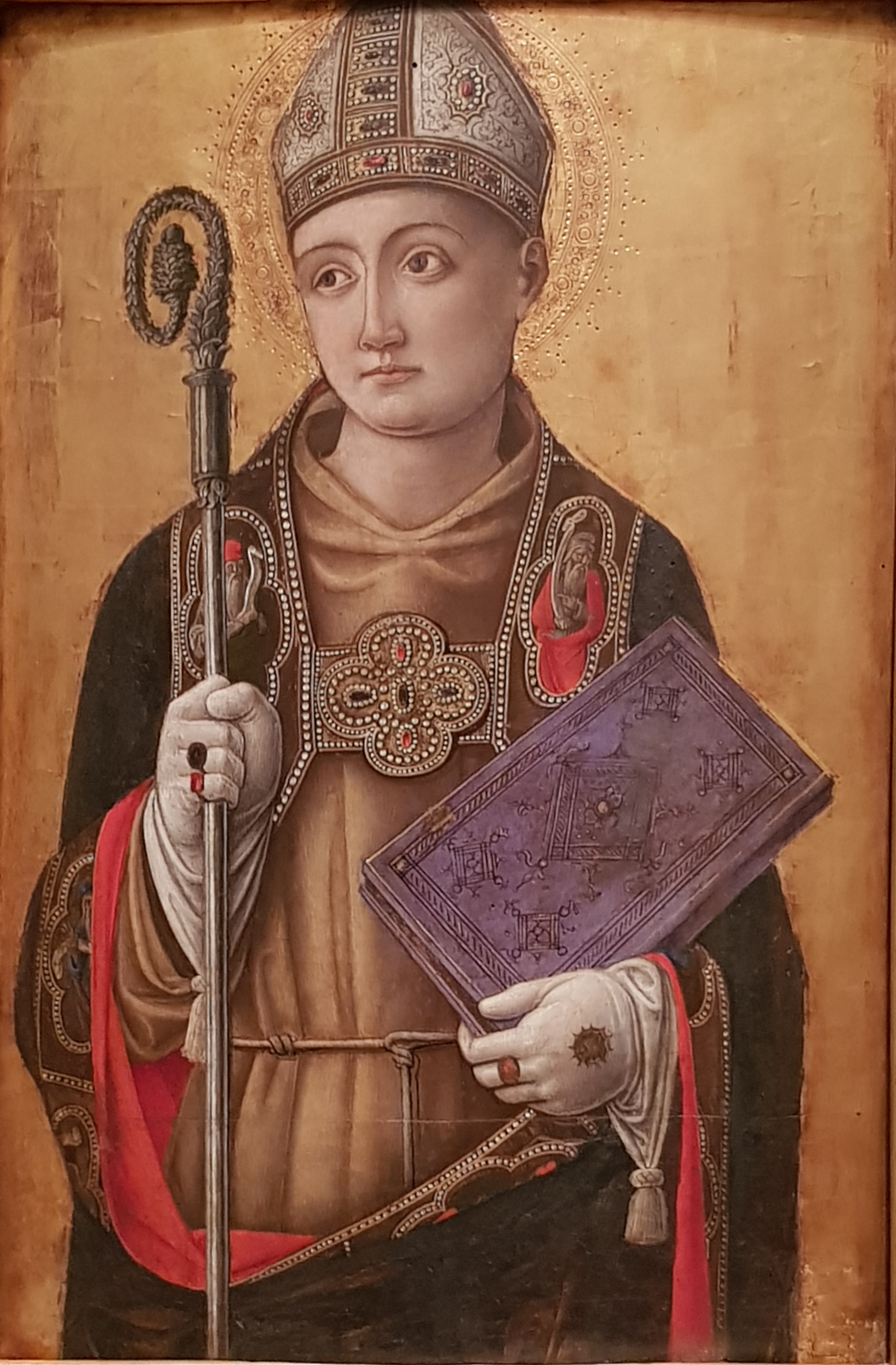
Saint Louis de Toulouse, musée des Beaux-Arts de Tours.
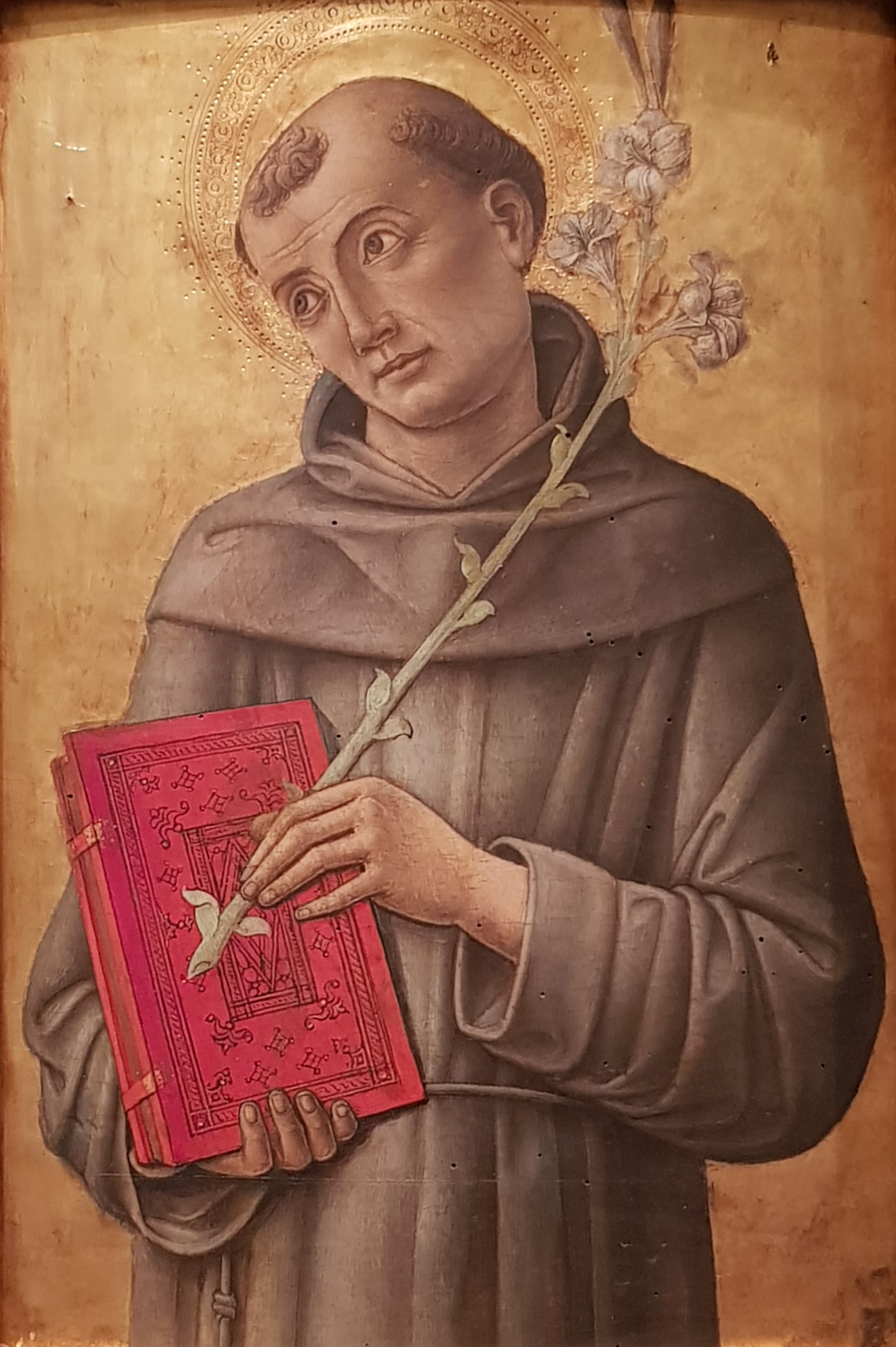
Saint Antoine de Padoue, musée des Beaux-Arts de Tours.